# 志摩会談
志摩会談（しまかいだん）とは、1945年8月18日に、消滅した全国水平社のメンバーが三重県志摩郡的矢村（現志摩市）の渡鹿野島（わたかのじま）朝潮旅館で行った会合で、戦後の部落解放運動の再建が話し合われ決議された。
参加したのは、朝田善之助、上田音市、松田喜一、野崎清二の4名だと言われている。いずれも、水平社発足当初は左派を形成していたが、戦時下になると国粋主義グループに転じた人々で、会議では戦時下に激しく対立した福岡の松本治一郎らのグループ（旧全水総本部派）との連携などについて議論された。

## 渡鹿野島について
会談場所となった渡鹿野島は当時、遊廓の島として有名で、この島に行くということは、通常女性を買いに行くことを意味した。なぜこのような場所で会談が行われたのかは謎だが、参加者の一人、上田音市は『部落解放』1997年5月号のインタビューで、戦前よりこの島を潜伏や慰安目的で訪れ、なじみの島だったことを明らかにしている（当時の日本では買春は違法ではなく、『女性を買う』行為に対する意識は現代と異なる）。
その後、2008年、渡鹿野島における公認買売春の実態を論述した研究書が、地元行政と部落解放同盟本部の委員長の画策で回収絶版に追い込まれる事件が発生。2009年には、寺園敦史が『週刊金曜日』でこの事件をレポートしている（『週刊金曜日』2009年3月20日号「渡鹿野島　買売春の実態を隠蔽──行政と人権団体が出版妨害」）。